# Eklutna Annie
Eklutna Annie es el nombre informal dado a una víctima de homicidio no identificada, descubierta en 1980 en Eklutna, Anchorage. El reporte de la autopsia concluyó que la causa de su muerte fue una única puñalada infligida en la espalda.
Fue asesinada por Robert Hansen, un asesino en serie el cual fue probablemente responsable de la muerte de más de una veintena de mujeres. Más delante en ese mismo año, los restos de una bailarina de toples, Joanne Messina fueron encontrados en la misma área.
Es la única víctima de Hansen aun no identificada después de que "Horseshoe Harriet", otra víctima sin identificar durante décadas, fuera reconocida en 2021 mediante análisis de ADN como Robin Pelkey, nativa de Colorado pero residente en la época en Anchorage.

## Descubrimiento e indagación
El esqueleto de Eklutna Annie fue descubierto enterrado poco profundo en una zona boscosa al lado de unas líneas eléctricas el 21 de julio de 1980.
Vestía una blusa clara de punto sin mangas, una chaqueta de cuero marrón la cual contenía cerillas de la marca de tabaco Salem en uno de los bolsillos, sugiriendo que podría ser fumadora, pantalones de mezclilla y unas botas rojas de tacón alto hasta las rodillas, con cremallera. La víctima también portaba varias piezas de joyería:
- un brazalete de metal aparentemente hecho a mano con tres piedras de turquesa[2][6]
- un collar de cobre con cuentas hechas de concha marina y colgante con forma de corazón
- un reloj de pulsera de eslabones circulares de metal y la esfera marrón
- un anillo hecho de concha labrada
- aretes de metal chapado en oro[5][3][11]

Era probablemente blanca pero tal vez pudo haber tenido algo de ascendencia amerindia. Tenía entre 16 y 25 años al momento del deceso. Era pequeña, de apenas 1,50 m de altura, y el color de su pelo pudo haber variado del castaño claro al rubio rojizo.

## Investigación
Robert Hansen, asesino en serie que residía en aquellos lugares, admitió en 1984 ser responsable de la muerte de la interfecta. Declaró que ella era una bailarina de un bar local o una prostituta, y que había sido su primera víctima. Hansen admitió que la había apuñalado con un cuchillo de caza cuando intentó escapar de su vehículo, en el momento que intentaba trasladarla de este a su residencia. Hansen también dijo que creía que ella era originaria de Kodiak.
Permanece sin identificar, a pesar de que su rostro ha sido reconstruido en modelos tridimensionales y bidimensionales. De muchas mujeres desaparecidas en la zona, se sospecha que también fueron asesinadas por Hansen.
Karen Evan, Megan Emerick y Teresa Davis han sido descartadas como posibles identidades de Eklutna Annie.
Hansen fue sentenciado a 461 años en prisión sin posibilidad de libertad condicional por el asesinato de ella y otras tres personas. Murió en prisión en agosto del 2014.

## Consecuencias del caso
Los restos de Eklutna Annie fueron sepultados en el cementerio: Parque conmemorativo de Anchorage y en su placa puede leerse: “Jane Doe/fallecida en 1980”.
The Frozen Ground, protagonizada por Nicolas Cage y John Cusack, fue dedicada a las víctimas de Hansen.